# 真鰃屬
真鰃屬，是條鰭魚綱金眼鯛目金鱗魚科下的一個屬。

## 分類
本屬屬於真鰃亞科，目前被認可的種如下：
- 岩棲真鰃 Holocentrus adscensionis ：又稱多耙真鰃。
- 長刺真鰃 Holocentrus rufus